# Spaanvissen
Spaanvissen (Trachipteridae) zijn een familie van straalvinnige vissen uit de orde van Koningsvissen (Lampriformes).

## Geslachten
- Desmodema Walters & Fitch, 1960
- Trachipterus Gouan, 1770
- Zu Walters & Fitch, 1960